# 애슬레틱스 (야구)
애슬레틱스(영어: Athletics)는 미국 캘리포니아주 새크라멘토를 연고지로 하는 프로 야구 팀으로, "에이스(A's)"라는 약칭으로 불린다. 메이저리그 아메리칸 리그 서부 지구에 소속되어 있고, 1901년 필라델피아 애슬래틱스란 이름으로 창단되었다.
과거 필라델피아, 캔자스시티 연고 시절에는 메이저리그에서 가장 비인기 구단이었다. 1989년 월드시리즈(이를 베이 브리지 시리즈라 말함.)에서 오클랜드 애슬레틱스는 샌프란시스코 자이언츠를 4전 전승으로 눌러 우승을 하였다.
영화 《머니볼》의 배경이 되는 팀이기도 하다. 세이버메트릭스를 적극적으로 활용한 최초의 메이저리그 팀이다.

## 팀 역사
1901년에 필라델피아를 연고지로 창단했다. 그러나, 같은 연고팀인 필라델피아 필리스에 인기면에 밀려나가고 성적도 하위권을 맴돌았다. 결국 1954년을 마지막으로 미주리주 캔자스시티(1955~67)로 연고지를 이전했으나, 필라델피아 때처럼 동일 연고 팀인 캔자스시티 로열스가 있어서 비인기팀과 동시에 팀 성적이 하위권에 맴돌았다.
1968년에 캘리포니아주 오클랜드로 다시 연고지를 이동했다. 이에 앞서 루이빌 이동설이 거론되기도 했다. 1980년대부터 1995년까지 구단주 윌터 하스 주니어의 투자에 힘입어 이 시기 동안 연봉을 가장 많이 주는 팀이 되었는데 1985년 인디애나폴리스 이동설이 있었고 그 당시 팀명은 '애로우즈'였지만 근처 신시내티 시카고 세인트루이스 지역 클럽들의 반대로 무산됐다.
그러나 윌터 하스 주니어가 사망하자, 오클랜드는 가난한 구단이 되었다. 하지만 1998년 빌리 빈이 단장이 된지 2년 후인 2000년대 이후로 거의 매년 포스트시즌에 진출시키는 면모를 보였다. 특히 2002년에는 주축 선수들이 빠져나갔지만 103승으로 아메리칸 리그 서부지구에서 우승하고 아메리칸 리그 최다 연승인 20연승을 하였다. 하지만 디비전 시리즈에서 미네소타 트윈스에게 패하고 만다.

## 경기장
애슬래틱스의 홈 경기장은 오클랜드 콜리시엄으로, 원래는 육상과 미식축구를 위해 만들어졌다.
하지만 애슬래틱스가 오클랜드로 연고지를 이전하여 지금은 야구도 할 수 있다.
지붕이 없고 회색 콘크리트가 노출되어 외형이 단순한 탓에 ‘대무덤(Mausoleum)’이라고도 한다.
초기에는 파울지역이 넓고 근처 샌프란시스코만(灣)에서 불어오는 바람의 영향으로 투수에게 유리하였으나 1995년 중앙 외야석에 관람석을 확장하면서 바람이 막혀 이전보다 볼이 잘 날아간다는 특징이 있다.

## 라이벌
샌프란시스코 자이언츠와는 필라델피아 연고지 시절부터 라이벌 관계이다. 또한 이 구단은 같은 캘리포니아주를 연고로 하는 로스앤젤레스 다저스와 샌프란시스코 자이언츠에 비해 비교적 비인기팀이다.

## 애슬레틱스의 의의
애슬레틱스는 아메리칸 리그 서부지구에 위치해 있는데, 이곳은 시애틀 매리너스, 텍사스 레인저스 등 부자 구단들이 즐비한 지구이다.(휴스턴 애스트로스는 제외) 하지만 애슬래틱스는 이런 구단들을 앞질러 1등을 한다.
또한 애슬래틱스는 뉴욕 양키스나 보스턴 레드삭스 같은 부자 구단들과의 대결에서도 절대 밀리지 않는다.
그들은 가난한 구단이지만 좋은 선수들을 많이 키우거나 제 2의 전성기를 맞게 한다.(대표적인 예로 닉 스위셔, 제이슨 지암비, 자니 데이먼 등이 있음)
또한 애슬래틱스는 월드시리즈에서 뉴욕 양키스와 세인트루이스 카디널스 다음으로 많은 우승을 차지하였다.(9번 월드시리즈 우승, 14번 리그 우승)

## 역대 주요 선수

### 투수
- 미국 데니스 에커슬리
- 미국 구스 고시지
- 미국 돈 서턴
- 미국 마크 멀더
- 미국 배리 지토
- 미국 리치 하든
- 미국 브렛 앤더슨
- 미국 제이 위타식
- 미국 조 케네디
- 도미니카 공화국 페드로 피게로아
- 미국 댄 하렌
- 미국 소니 그레이

### 포수
- 미국 마이크 피아자
- 미국 스콧 해티버그
- 미국 스테픈 보그트

### 내야수
- 미국 마크 맥과이어
- 미국 제이슨 지암비
- 미국 에릭 차베스
- 도미니카 공화국 미겔 테하다
- 미국 조쉬 도날드슨
- 미국 아담 로잘레스
- 미국 닉 스위셔
- 미국 마크 엘리스
- 미국 토니 라 루사
- 미국 맷 올슨 (현재)
- 미국 맷 채프먼 (현재)
- 미국 마커스 세미엔 (현재)

### 외야수
- 미국 리키 헨더슨
- 미국 레지 잭슨
- 미국 조니 데이먼
- 미국 라제이 데이비스
- 미국 테런스 롱
- 미국 마크 캇세이
- 미국 빌리 빈
- 도미니카 공화국 에스테반 헤르만
- 미국 크리스 데이비스 (현재)
- 미국 채드 파인더 (현재)

## 영구 결번
- #9 - 레지 잭슨
- #24 - 리키 헨더슨
- #27 - 캣피쉬 헌터
- #34 - 롤리 핑거스
- #42 - 재키 로빈슨 : 전 구단 영구 결번
- #43 - 데니스 에커슬리

## 산하 마이너리그 팀
| 클래스 | 팀                                                                  | 리그                                       | 창단년도 | 홈구장                                   |
| ------ | ------------------------------------------------------------------- | ------------------------------------------ | -------- | ---------------------------------------- |
| AAA    | 《라스베가스 에비에이터스》 Las Vegas Aviators                      | 퍼시픽 코스트 리그 Pacific Coast League    | 2019년   | 네바다주 클락 카운티 라스베가스 볼파크   |
| AA     | 《미들랜드 록하운즈》 Midland Rockhounds                            | 텍사스 리그 Texas League                   | 1999년   | 텍사스주 미들랜드 시티뱅크 볼 파크       |
| A+     | 《스탁튼 포츠》 Stockton Ports                                      | 캘리포니아 리그 California League          | 2005년   | 캘리포니아주 스톡턴 배너 아일랜드 볼파크 |
| A      | 《벨로잇 스내퍼스》 Beloit Snappers                                 | 미드웨스트 리그 PMidwest League            | 2013년   | 위스콘신주 벨로잇 해리 폴 맨 필드        |
| A-     | 《버몬트 레이크 몬스터즈》 Vermont Lake Monsters                    | 뉴욕 펜 리그 New York-Penn League          | 2011년   | 버몬트주 벌링턴 센 테니얼 필드           |
| Rookie | 《애리조나 리그 애슬레틱스》 Arizona League Athletics               | 애리조나 리그 Arizona League               | 1988년   | 애리조나주 피닉스 피치 파크              |
| Rookie | 《도미니칸 서머 리그 애슬레틱스》 Dominican Summer League Athletics | 도미니칸 서머 리그 Dominican Summer League | 1989년   | 도미니카공화국                           |

## 역대 한국인 선수
(애슬레틱스 시절 등번호, 포지션, 애슬레틱스에서 소속이던 시즌)
- 김성민 - 32번, 포수, 2012년~2015년 (싱글 A 쇼트 버몬트 레이크 몬스터즈에서 활약했다.)